# نادي إستر
نادي إستر (بالفرنسية: FC Istres Ouest Provence)‏ نادي كرة قدم فرنسي يلعب في دوري الدرجة الثانية . تم تأسيس النادي في سنة 1920 .